# Eliminatórias da Copa do Mundo FIFA de 2010 - África (segunda fase)
Na segunda fase das eliminatórias da África para a Copa do Mundo FIFA de 2010, as 48 equipes foram divididas em 12 grupos de 4, em um sorteio realizado em Durban, África do Sul, no dia 25 de Novembro de 2007. As equipes se enfrentaram em jogos de ida-e-volta, com o primeiro colocado de cada grupo e os oito melhores segundos colocados avançando para a terceira fase.

## Sorteio
Um time de cada um dos seguintes potes foi sorteado em cada grupo:
| Pote A                                                                                       | Pote B | Pote C                                                                                               | Pote D |
| -------------------------------------------------------------------------------------------- | --- | --- | --- |
| Camarões Nigéria Costa do Marfim Marrocos Gana Tunísia Egipto Guiné Senegal Mali Angola Togo | Zâmbia África do Sul Cabo Verde RD Congo Argélia Burkina Faso Benin Moçambique Líbia Etiópia Congo Zimbabwe | Uganda Botswana Guiné Equatorial Tanzânia Gabão Malawi Sudão Burundi Libéria Ruanda Eritréia Namíbia | Gâmbia Mauritânia Quénia Chade Lesoto Maurícia Niger Suazilândia Seychelles Serra Leoa Madagascar Djibuti |

## Grupos

### Grupo 1
| Equipe     | Pts | J | V | E | D | GP | GC | SG  |
| ---------- | --- | - | - | - | - | -- | -- | --- |
| Camarões   | 16  | 6 | 5 | 1 | 0 | 14 | 2  | +12 |
| Cabo Verde | 9   | 6 | 3 | 0 | 3 | 7  | 8  | -1  |
| Tanzânia   | 8   | 6 | 2 | 2 | 2 | 9  | 6  | +3  |
| Maurícia   | 1   | 6 | 0 | 1 | 5 | 3  | 17 | -14 |

Resultados
| 31 de maio de 2008 15:30 (UTC+1) | Camarões                  | 2 – 0     | Cabo Verde | Stade Omnisports Ahmadou-Ahidjo, Yaoundé   |
|                                  | Song 8' · Eto'o 57' (pen) | Relatório |            | Público: 20,000 Árbitro: TOG Kokou Djaoupe |

| 31 de maio de 2008 16:00 (UTC+1) | Tanzânia    | 1 – 1     | Maurícia      | Benjamin Mkapa National Stadium, Dar es Salaam |
|                                  | Mrwanda 69' | Relatório | Marquette 39' | Público: 35,000 Árbitro: ZIM Kenias Marange    |

| 7 de junho de 2008 16:00 (UTC-1) | Cabo Verde  | 1 – 0     | Tanzânia | Estádio da Várzea, Praia                       |
|                                  | Babanco 73' | Relatório |          | Público: 6,000 Árbitro: MAR Abdellah El Achiri |

| 8 de junho de 2008 15:00 (UTC+4) | Maurícia | 0 – 3     | Camarões                          | Stade King George V, Curepipe                          |
|                                  |          | Relatório | Bikey 11' · Eto'o 27' · Bebbe 87' | Público: 2,400 Árbitro: ANG Hélder Martins de Carvalho |

| 14 de junho de 2008 15:00 (UTC+3) | Tanzânia | 0 – 0     | Camarões | Benjamin Mkapa National Stadium, Dar es Salaam |
|                                   |          | Relatório |          | Público: 55,000 Árbitro: BEN Coffi Codjia      |

| 15 de junho de 2008 15:00 (UTC+4) | Maurícia | 0 – 1     | Cabo Verde     | Stade King George V, Curepipe                |
|                                   |          | Relatório | Dady 43' (pen) | Público: 1,480 Árbitro: ZAM Wellington Kaoma |

| 21 de junho de 2008 15:30 (UTC+1) | Camarões       | 2 – 1     | Tanzânia    | Stade Omnisports Ahmadou-Ahidjo, Yaoundé |
|                                   | Eto'o 65', 89' | Relatório | Mrwanda 72' | Público: 25,000 Árbitro: GAM John Mendy  |

| 22 de junho de 2008 16:00 (UTC-1) | Cabo Verde                         | 3 – 1     | Maurícia   | Estádio da Várzea, Praia                    |
|                                   | Dady 45+1', 58' · Marco Soares 78' | Relatório | Sophie 67' | Público: 2,850 Árbitro: MLI Koman Coulibaly |

| 6 de setembro de 2008 15:00 (UTC+4) | Maurícia      | 1 – 4     | Tanzânia                                   | Stade King George V, Curepipe           |
|                                     | Marquette 13' | Relatório | Makasi 12' · Khalfan 20' · Tegete 30', 35' | Público: 103 Árbitro: KEN Alfred Ndinya |

| 6 de setembro de 2008 16:00 (UTC-1) | Cabo Verde | 1 – 2     | Camarões              | Estádio da Várzea, Praia                         |
|                                     | Lito 38'   | Relatório | Emana 51' · Somen 65' | Público: 5,000 Árbitro: SEY Jean-Claude Labrosse |

| 11 de outubro de 2008 15:30 (UTC+1) | Camarões                                               | 5 – 0     | Maurícia | Stade Omnisports Ahmadou Ahidjo, Yaoundé              |
|                                     | Eto'o 26', 46' (pen) · Meyong Ze 56', 72' · Makoun 70' | Relatório |          | Público: 12,000 Árbitro: MTN Mohamed Ould Lemghambodj |

| 11 de outubro de 2008 16:00 (UTC+1) | Tanzânia                         | 3 – 1     | Cabo Verde | Benjamin Mkapa National Stadium, Dar es Salaam |
|                                     | Iddy 6' · Tegete 27' · Ngasa 75' | Relatório | Semedo 35' | Público: 10,000 Árbitro: RSA Jerome Damon      |

### Grupo 2
| Equipe   | Pts | J | V | E | D | GP | GC | SG |
| -------- | --- | - | - | - | - | -- | -- | -- |
| Guiné    | 11  | 6 | 3 | 2 | 1 | 9  | 5  | +4 |
| Quénia   | 10  | 6 | 3 | 1 | 2 | 8  | 5  | +3 |
| Zimbabwe | 6   | 6 | 1 | 3 | 2 | 4  | 6  | -2 |
| Namíbia  | 6   | 6 | 2 | 0 | 4 | 7  | 12 | -5 |

Resultados
| 31 de maio de 2008 15:00 (UTC+1) | Namíbia                  | 2 – 1     | Quénia      | Sam Nujoma Stadium, Windhoek                |
|                                  | Risser 14' · Khaiseb 89' | Relatório | Makacha 40' | Público: 6,000 Árbitro: UGA Muhmed Ssegonga |

| 1 de junho de 2008 17:00 (UTC+0) | Guiné | 0 – 0     | Zimbabwe | Stade du 28 Septembre, Conacri               |
|                                  |       | Relatório |          | Público: 12,000 Árbitro: ALG Djamel Haimoudi |

| 7 de junho de 2008 16:00 (UTC+3) | Quénia         | 2 – 0     | Guiné | Nyayo National Stadium, Nairobi            |
|                                  | Oliech 3', 50' | Relatório |       | Público: 35,000 Árbitro: CMR Lambert Eyene |

| 8 de junho de 2008 15:00 (UTC+2) | Zimbabwe               | 2 – 0     | Namíbia | Rufaro Stadium, Harare                     |
|                                  | Mushangazhike 26', 85' | Relatório |         | Público: 27,979 Árbitro: MWI Verson Lwanja |

| 14 de junho de 2008 15:00 (UTC+3) | Quénia                   | 2 – 0     | Zimbabwe | Nyayo National Stadium, Nairobi            |
|                                   | Mariaga 13' · Oliech 88' | Relatório |          | Público: 27,500 Árbitro: SEN Badara Diatta |

| 14 de junho de 2008 15:00 (UTC+1) | Namíbia    | 1 – 2     | Guiné                          | Sam Nujoma Stadium, Windhoek                |
|                                   | Bester 42' | Relatório | Bangoura 22' · Feindouno 45+1' | Público: 5,000 Árbitro: NGA Emmanuel Imiere |

| 22 de junho de 2008 15:00 (UTC+2) | Zimbabwe | 0 – 0     | Quénia | Rufaro Stadium, Harare                  |
|                                   |          | Relatório |        | Público: 23,000 Árbitro: GHA Alex Kotey |

| 22 de junho de 2008 17:00 (UTC+0) | Guiné                                  | 4 – 0     | Namíbia | Stade du 28 septembre, Conacri                       |
|                                   | Feindouno 23' · Bangoura 27', 55', 60' | Relatório |         | Público: 15,000 Árbitro: CPV Hermínio Monteiro Lopes |

| 6 de setembro de 2008 16:00 (UTC+3) | Quénia          | 1 – 0     | Namíbia | Moi International Sports Centre, Nairobi            |
|                                     | Jamal 44' (pen) | Relatório |         | Público: 40,000 Árbitro: BDI Jean-Marie Hicuburundi |

| 7 de setembro de 2008 15:00 (UTC+2) | Zimbabwe | 0 – 0     | Guiné | Rufaro Stadium, Harare                    |
|                                     |          | Relatório |       | Público: 23,000 Árbitro: CMR Divine Evehe |

| 11 de outubro de 2008 16:00 (UTC+2) | Namíbia                                     | 4 – 2     | Zimbabwe                    | Sam Nujoma Stadium, Windhoek                |
|                                     | Risser 18', 53' · Bester 30' · Shipanga 43' | Relatório | Nyandoro 58' · Malajila 85' | Público: 4,000 Árbitro: MLI Koman Coulibaly |

| 12 de outubro de 2008 16:00 (UTC+0) | Guiné                                | 3 – 2     | Quénia                  | Stade du 28 Septembre, Conacri            |
|                                     | Bangoura 31' · Bah 51' · Zayatte 80' | Relatório | Ouma 70' · Oliech 90+3' | Público: 16,400 Árbitro: SEY Eddy Maillet |

### Grupo 3
| Equipe | Pts | J | V | E | D | GP | GC | SG |
| ------ | --- | - | - | - | - | -- | -- | -- |
| Benin  | 12  | 6 | 4 | 0 | 2 | 12 | 8  | +4 |
| Angola | 10  | 6 | 3 | 1 | 2 | 11 | 8  | +3 |
| Uganda | 10  | 6 | 3 | 1 | 2 | 8  | 9  | -1 |
| Niger  | 3   | 6 | 1 | 0 | 5 | 5  | 11 | -6 |

Resultados
| 31 de maio de 2008 16:00 (UTC+3) | Uganda      | 1 – 0     | Níger | Estádio Nelson Mandela, Kampala           |
|                                  | Sekajja 53' | Relatório |       | Público: 25,000 Árbitro: CMR Divine Evehe |

| 1 de junho de 2008 15:30 (UTC+1) | Angola                              | 3 – 0     | Benim | Estádio dos Coqueiros, Luanda            |
|                                  | Flávio 62' · Job 81' · Mendonça 86' | Relatório |       | Público: 6,000 Árbitro: RSA Jerome Damon |

| 8 de junho de 2008 16:00 (UTC+1) | Benin                                                 | 4 – 1     | Uganda    | Stade de l'Amitie, Cotonou                   |
|                                  | Omotoyossi 16', 87' · O. Tchomogo 21' · Sessegnon 70' | Relatório | Sepuya 9' | Público: 10,200 Árbitro: MLI Ousmane Karembe |

| 8 de junho de 2008 16:00 (UTC+1) | Niger       | 1 – 2     | Angola                      | Stade Général Seyni Kountché, Niamey     |
|                                  | Alassane 3' | Relatório | Flávio 30' · Yamba Asha 71' | Público: 23,000 Árbitro: TUN Slim Jedidi |

| 14 de junho de 2008 16:00 (UTC+1) | Niger | 0 – 2     | Benim                         | Stade Général Seyni Kountché, Niamey        |
|                                   |       | Relatório | Tchomogo 54' · Omotoyossi 70' | Público: 5,000 Árbitro: ALG Djamel Haimoudi |

| 14 de junho de 2008 16:00 (UTC+3) | Uganda                                  | 3 – 1     | Angola          | Estádio Nelson Mandela, Kampala           |
|                                   | Sepuya 6' · Mwesigwa 18' · Wagaluka 73' | Relatório | Mantorras 90+1' | Público: 20,000 Árbitro: SEY Eddy Maillet |

| 22 de junho de 2008 16:00 (UTC+1) | Benin                           | 2 – 0     | Níger | Stade de l'Amitié, Cotonou                         |
|                                   | Ahouéya 45' · Anicet 53' (g.c.) | Relatório |       | Público: 25,000 Árbitro: BDI Jean-Claude Niyongabo |

| 23 de junho de 2008 15:30 (UTC+1) | Angola | 0 – 0     | Uganda | Estádio dos Coqueiros, Luanda          |
|                                   |        | Relatório |        | Público: 16,000 Árbitro: NGA Sule Mana |

| 7 de setembro de 2008 16:00 (UTC+1) | Benin                           | 3 – 2     | Angola                | Stade de l'Amitié, Cotonou                   |
|                                     | Adenon 1' · Omotoyossi 52', 65' | Relatório | Flávio 12' · Locó 84' | Público: 30,000 Árbitro: ALG Mohamed Benouza |

| 7 de setembro de 2008 16:30 (UTC+1) | Niger                           | 3 – 1     | Uganda   | Stade Général Seyni Kountché, Niamey       |
|                                     | Issoufou 68', 86' · Kamilou 88' | Relatório | Obua 33' | Público: 5,000 Árbitro: GHA Joseph Lamptey |

| 12 de outubro de 2008 16:00 (UTC+1) | Angola                                            | 3 – 1     | Níger      | Estádio dos Coqueiros, Luanda               |
|                                     | Daouda 53' (g.c.) · Gilberto 66' · Zé Kalanga 70' | Relatório | Mallam 19' | Público: 3,200 Árbitro: RWA Michel Gasingwa |

| 12 de outubro de 2008 16:00 (UTC+3) | Uganda         | 2 – 1     | Benim          | Estádio Nelson Mandela, Kampala                |
|                                     | Massa 50', 53' | Relatório | Omotoyossi 30' | Público: 2,913 Árbitro: EGY Essam Abd El Fatah |

### Grupo 4
| Equipe           | Pts | J | V | E | D | GP | GC | SG  |
| ---------------- | --- | - | - | - | - | -- | -- | --- |
| Nigéria          | 18  | 6 | 6 | 0 | 0 | 11 | 1  | +10 |
| África do Sul    | 7   | 6 | 2 | 1 | 3 | 5  | 5  | 0   |
| Serra Leoa       | 7   | 6 | 2 | 1 | 3 | 4  | 8  | -4  |
| Guiné Equatorial | 3   | 6 | 1 | 0 | 5 | 4  | 10 | -6  |

Resultados
| 1 de junho de 2008 15:30 (UTC+1) | Guiné Equatorial         | 2 – 0     | Serra Leoa | Nuevo Estadio de Malabo, Malabo           |
|                                  | Carolino 47' · Dyowe 57' | Relatório |            | Público: 13,000 Árbitro: BEN Coffi Codjia |

| 1 de junho de 2008 16:00 (UTC+1) | Nigéria                | 2 – 0     | África do Sul | Abuja National Stadium, Abuja                |
|                                  | Uche 10' · Nwaneri 44' | Relatório |               | Público: 50,000 Árbitro: MLI Koman Coulibaly |

| 7 de junho de 2008 15:00 (UTC+2) | África do Sul                                 | 4 – 1     | Guiné Equatorial  | Atteridgeville Super Stadium, Pretória   |
|                                  | Dikgacoi 9', 90+3' · Moriri 33' · Fanteni 62' | Relatório | Juvenal 78' (pen) | Público: 10,000 Árbitro: SEN Abdou Diouf |

| 7 de junho de 2008 16:30 (UTC+0) | Serra Leoa | 0 – 1     | Nigéria  | Estádio Nacional, Freetown             |
|                                  |            | Relatório | Yobo 89' | Público: 25,000 Árbitro: LBR Sam Korti |

| 14 de junho de 2008 16:30 (UTC+0) | Serra Leoa       | 1 – 0     | África do Sul | Estádio Nacional, Freetown                |
|                                   | Kallon 21' (pen) | Relatório |               | Público: 15,000 Árbitro: BFA Lassina Pare |

| 15 de junho de 2008 15:30 (UTC+1) | Guiné Equatorial | 0 – 1     | Nigéria | Nuevo Estadio de Malabo, Malabo         |
|                                   |                  | Relatório | Yobo 5' | Público: 15,200 Árbitro: GAM John Mendy |

| 21 de junho de 2008 15:00 (UTC+2) | África do Sul | 0 – 0     | Serra Leoa | Atteridgeville Super Stadium, Pretória    |
|                                   |               | Relatório |            | Público: 12,000 Árbitro: CMR Divine Evehe |

| 21 de junho de 2008 16:00 (UTC+1) | Nigéria               | 2 – 0     | Guiné Equatorial | Abuja National Stadium, Abuja             |
|                                   | Yakubu 45' · Uche 84' | Relatório |                  | Público: 20,000 Árbitro: LBY Jamel Ambaya |

| 6 de setembro de 2008 15:00 (UTC+2) | África do Sul | 0 – 1     | Nigéria  | Telkom Park, Port Elizabeth                |
|                                     |               | Relatório | Uche 69' | Público: 25,000 Árbitro: MWI Verson Lwanja |

| 6 de setembro de 2008 16:30 (UTC+0) | Serra Leoa            | 2 – 1     | Guiné Equatorial | Estádio Nacional, Freetown                   |
|                                     | Conteh 30' · Suma 73' | Relatório | Bodipo 83' (pen) | Público: 20,000 Árbitro: CIV Noumandiez Doué |

| 11 de outubro de 2008 16:00 (UTC+1) | Guiné Equatorial | 0 – 1     | África do Sul | Nuevo Estadio de Malabo, Malabo           |
|                                     |                  | Relatório | Tshabalala 9' | Público: 6,500 Árbitro: TOG Kokou Djaoupe |

| 11 de outubro de 2008 16:00 (UTC+1) | Nigéria                                             | 4 – 1     | Serra Leoa      | Abuja National Stadium, Abuja                 |
|                                     | Obodo 20' · Obinna 34' · Odemwingie 45' · Odiah 50' | Relatório | Yobo 31' (g.c.) | Público: 20,000 Árbitro: ZAM Wellington Kaoma |

### Grupo 5
| Equipe | Pts | J | V | E | D | GP | GC | SG  |
| ------ | --- | - | - | - | - | -- | -- | --- |
| Gana   | 12  | 6 | 4 | 0 | 2 | 11 | 5  | +6  |
| Gabão  | 12  | 6 | 4 | 0 | 2 | 8  | 3  | +5  |
| Líbia  | 12  | 6 | 4 | 0 | 2 | 7  | 4  | +3  |
| Lesoto | 0   | 6 | 0 | 0 | 6 | 2  | 16 | -14 |

Resultados
| 1 de junho de 2008 17:00 (UTC+0) | Gana                                 | 3 – 0     | Líbia | Estádio Baba Yara, Kumasi                 |
|                                  | Tagoe 17' · Agogo 54' · Kingston 64' | Relatório |       | Público: 27,908 Árbitro: SEY Eddy Maillet |

| 7 de junho de 2008 20:00 (UTC+2) | Líbia          | 1 – 0     | Gabão | Estádio 11 de Junho, Trípoli                 |
|                                  | Brou 5' (g.c.) | Relatório |       | Público: 30,000 Árbitro: NIG Ibrahim Chaibou |

| 8 de junho de 2008 17:00 (UTC+2) | Lesoto               | 2 – 3     | Gana                          | Estádio Seisa Ramabodu, Bloemfontein (RSA)  |
|                                  | Muso 89' · Seema 90' | Relatório | Kingston 15' · Agogo 41', 63' | Público: 8,000 Árbitro: RWA Michel Gasingwa |

| 14 de junho de 2008 15:30 (UTC+1) | Gabão                    | 2 – 0     | Gana | Estádio Omar Bongo, Libreville               |
|                                   | Meye 45+1' · N'guema 59' | Relatório |      | Público: 13,000 Árbitro: ALG Mohamed Benouza |

| 15 de junho de 2008 15:00 (UTC+2) | Lesoto | 0 – 1     | Líbia     | Estádio Seisa Ramabodu, Bloemfontein (RSA) |
|                                   |        | Relatório | Osman 85' | Público: 3,500 Árbitro: ZIM Kenias Marange |

| 20 de junho de 2008 21:00 (UTC+2) | Líbia                                               | 4 – 0     | Lesoto | Estádio 11 de Junho, Trípoli                |
|                                   | Salah 3' · Dawood 50' · Al Shibani 68' · Shaban 80' | Relatório |        | Público: 30,000 Árbitro: TUN Aouaz Trabelsi |

| 22 de junho de 2008 17:00 (UTC+0) | Gana                    | 2 – 0     | Gabão | Estádio Ohene Djan, Acra                  |
|                                   | Tagoe 31' · Muntari 75' | Relatório |       | Público: 29,040 Árbitro: RSA Jerome Damon |

| 28 de junho de 2008 15:30 (UTC+1) | Gabão                 | 2 – 0     | Lesoto | Estádio Omar Bongo, Libreville          |
|                                   | do Marcolino 45', 63' | Relatório |        | Público: 15,000 Árbitro: GAM John Mendy |

| 5 de setembro de 2008 22:00 (UTC+2) | Líbia     | 1 – 0     | Gana | Estádio 11 de Junho, Trípoli                 |
|                                     | Osman 86' | Relatório |      | Público: 22,400 Árbitro: MLI Koman Coulibaly |

| 7 de setembro de 2008 15:00 (UTC+2) | Lesoto | 0 – 3     | Gabão                                   | Estádio Seisa Ramabodu, Bloemfontein (RSA)     |
|                                     |        | Relatório | Ecuele 56' · Meye 72' · Mbanagoye 90+4' | Público: 1,500 Árbitro: EGY Essam Abd El Fatah |

| 11 de outubro de 2008 14:30 (UTC+0) | Gana                               | 3 – 0     | Lesoto | Estádio Sekondi-Takoradi, Sekondi-Takoradi       |
|                                     | Appiah 19' · Agogo 24' · Amoah 62' | Relatório |        | Público: 20,000 Árbitro: SUD Khalid Abdel Rahman |

| 11 de outubro de 2008 15:30 (UTC+1) | Gabão          | 1 – 0     | Líbia | Estádio Omar Bongo, Libreville              |
|                                     | Mbanangoye 82' | Relatório |       | Público: 25,000 Árbitro: RSA Daniel Bennett |

### Grupo 6
| Equipe  | Pts | J | V | E | D | GP | GC | SG |
| ------- | --- | - | - | - | - | -- | -- | -- |
| Argélia | 10  | 6 | 3 | 1 | 2 | 7  | 4  | +3 |
| Gâmbia  | 9   | 6 | 2 | 3 | 1 | 6  | 3  | +3 |
| Senegal | 9   | 6 | 2 | 3 | 1 | 9  | 7  | +2 |
| Libéria | 3   | 6 | 0 | 3 | 3 | 4  | 12 | -8 |

Resultados
| 31 de maio de 2008 19:30 (UTC+0) | Senegal  | 1 – 0     | Argélia | Stade Léopold Sédar Senghor, Dakar      |
|                                  | Faye 80' | Relatório |         | Público: 50,000 Árbitro: GHA Alex Kotey |

| 1 de junho de 2008 16:00 (UTC+0) | Libéria   | 1 – 1     | Gâmbia     | Samuel Doe Sports Complex, Monróvia         |
|                                  | Makor 82' | Relatório | Jarjue 17' | Público: 35,000 Árbitro: GUI Yakhouba Keita |

| 6 de junho de 2008 19:15 (UTC+1) | Argélia                             | 3 – 0     | Libéria | Estádio Frères Brakni, Blida                          |
|                                  | Djebbour 16' · Ziani 20', 47' (pen) | Relatório |         | Público: 40,000 Árbitro: MTN Mohamed Ould Lemghambodj |

| 8 de junho de 2008 17:00 (UTC+0) | Gâmbia | 0 – 0     | Senegal | Independence Stadium, Banjul              |
|                                  |        | Relatório |         | Público: 24,500 Árbitro: RSA Aldrin Ncobo |

| 14 de junho de 2008 17:00 (UTC+0) | Gâmbia           | 1 – 0     | Argélia | Independence Stadium, Banjul                 |
|                                   | Jarjue 19' (pen) | Relatório |         | Público: 18,000 Árbitro: MLI Koman Coulibaly |

| 15 de junho de 2008 16:00 (UTC+0) | Libéria                  | 2 – 2     | Senegal               | Samuel Doe Sports Complex, Monróvia        |
|                                   | Williams 74' · Makor 85' | Relatório | Diouf 47' · Gueye 55' | Público: 18,000 Árbitro: TOG Kokou Djaoupe |

| 20 de junho de 2008 19:30 (UTC+1) | Argélia   | 1 – 0     | Gâmbia | Stade Frères Brakni, Blida             |
|                                   | Yahia 33' | Relatório |        | Público: 25,000 Árbitro: GAB Gil Ndume |

| 21 de junho de 2008 19:30 (UTC+0) | Senegal                              | 3 – 1     | Libéria      | Stade Léopold Sédar Senghor, Dakar           |
|                                   | Sonko 8' · Diouf 32' · H. Camara 63' | Relatório | Williams 89' | Público: 40,000 Árbitro: NIG Ibrahim Chaibou |

| 5 de setembro de 2008 22:00 (UTC+1) | Argélia                                  | 3 – 2     | Senegal                | Stade Frères Brakni, Blida                |
|                                     | Gueye 60' (g.c.) · Saïfi 66' · Yahia 72' | Relatório | Dia 53' · Sougou 90+1' | Público: 35,000 Árbitro: SEY Eddy Maillet |

| 6 de setembro de 2008 16:30 (UTC+0) | Gâmbia                      | 3 – 0     | Libéria | Independence Stadium, Banjul              |
|                                     | Demba 10', 76' · Jallow 26' | Relatório |         | Público: 10,000 Árbitro: LBY Jamel Ambaya |

| 11 de outubro de 2008 16:00 (UTC+0) | Senegal     | 1 – 1     | Gâmbia    | Stade Léopold Sédar Senghor, Dakar           |
|                                     | Mangane 65' | Relatório | Nyang 85' | Público: 50,000 Árbitro: TUM Kacem Bennaceur |

| 11 de outubro de 2008 16:00 (UTC+0) | Libéria | 0 – 0     | Argélia | Samuel Doe Sports Complex, Monróvia    |
|                                     |         | Relatório |         | Público: 2,000 Árbitro: EGY Ahmed Auda |

### Grupo 7
| Equipe          | Pts | J | V | E | D | GP | GC | SG |
| --------------- | --- | - | - | - | - | -- | -- | -- |
| Costa do Marfim | 12  | 6 | 3 | 3 | 0 | 10 | 2  | +8 |
| Moçambique      | 8   | 6 | 2 | 2 | 2 | 7  | 5  | +2 |
| Madagascar      | 6   | 6 | 1 | 3 | 2 | 2  | 7  | -5 |
| Botswana        | 5   | 6 | 1 | 2 | 3 | 3  | 8  | -5 |

Resultados
| 31 de maio de 2008 15:00 (UTC+2) | Botswana | 0 – 0     | Madagascar | Estádio Nacional, Gaborone                    |
|                                  |          | Relatório |            | Público: 11,087 Árbitro: ZAM Wellington Kaoma |

| 1 de junho de 2008 16:00 (UTC+0) | Costa do Marfim | 1 – 0     | Moçambique | Estádio Félix Houphouët-Boigny, Abidjan |
|                                  | Cissé 75'       | Relatório |            | Público: 20,000 Árbitro: EGY Ahmed Auda |

| 8 de junho de 2008 14:30 (UTC+3) | Madagascar | 0 – 0     | Costa do Marfim | Estádio Municipal de Mahamasina, Antananarivo     |
|                                  |            | Relatório |                 | Público: 15,000 Árbitro: SEY Jean-Claude Labrosse |

| 8 de junho de 2008 15:00 (UTC+2) | Moçambique | 1 – 2     | Botsuana                   | Estádio da Machava, Maputo                     |
|                                  | Miro 60'   | Relatório | Selolwane 30' · Mafoko 82' | Público: 30,000 Árbitro: SWZ Mbongseni Fakudze |

| 14 de junho de 2008 15:00 (UTC+2) | Botswana      | 1 – 1     | Costa do Marfim | Estádio Nacional, Gaborone                   |
|                                   | Selolwane 25' | Relatório | Méïté 65'       | Público: 21,400 Árbitro: UGA Muhmed Ssegonga |

| 15 de junho de 2008 14:30 (UTC+3) | Madagascar                   | 1 – 1     | Moçambique | Estádio Municipal de Mahamasina, Antananarivo    |
|                                   | Mamihasindrahona 90+1' (pen) | Relatório | Dário 33'  | Público: 15,501 Árbitro: RSA Abdul Basit Ebrahim |

| 22 de junho de 2008 15:00 (UTC+2) | Moçambique                                   | 3 – 0     | Madagascar | Estádio da Machava, Maputo                |
|                                   | Tico-Tico 23' · Carlitos 62' · Domingues 64' | Relatório |            | Público: 20,000 Árbitro: SEY Eddy Maillet |

| 22 de junho de 2008 16:00 (UTC+0) | Costa do Marfim                          | 4 – 0     | Botsuana | Estádio Félix Houphouët-Boigny, Abidjan      |
|                                   | Sanogo 16' · Zokora 22' · Cissé 46', 70' | Relatório |          | Público: 15,000 Árbitro: TUN Kacem Bennaceur |

| 7 de setembro de 2008 14:30 (UTC+3) | Madagascar        | 1 – 0     | Botsuana | Estádio Municipal de Mahamasina, Antananarivo        |
|                                     | Rabemananjara 18' | Relatório |          | Público: 20,000 Árbitro: MRI Rajindraparsad Seechurn |

| 7 de setembro de 2008 15:00 (UTC+2) | Moçambique | 1 – 1     | Costa do Marfim | Estádio da Machava, Maputo                      |
|                                     | Miro 56'   | Relatório | B. Koné 48'     | Público: 35,000 Árbitro: MAR Abdellah El Achiri |

| 11 de outubro de 2008 14:30 (UTC+0) | Costa do Marfim             | 3 – 0     | Madagascar | Stade Robert Champroux, Abidjan              |
|                                     | Sanogo 41', 55' · Kalou 65' | Relatório |            | Público: 24,000 Árbitro: ALG Mohamed Benouza |

| 11 de outubro de 2008 16:30 (UTC+2) | Botswana | 0 – 1     | Moçambique | Estádio Nacional, Gaborone                           |
|                                     |          | Relatório | Genito 6'  | Público: 2,000 Árbitro: SEN Cheikh Ahmed Tidane Seck |

### Grupo 8
| Equipe     | Pts | J | V | E | D | GP | GC | SG  |
| ---------- | --- | - | - | - | - | -- | -- | --- |
| Marrocos   | 9   | 4 | 3 | 0 | 1 | 11 | 5  | +6  |
| Ruanda     | 9   | 4 | 3 | 0 | 1 | 7  | 3  | +4  |
| Mauritânia | 0   | 4 | 0 | 0 | 4 | 2  | 12 | -10 |

- Etiópia foi excluída da competição em 12 de setembro de 2008 por irregularidades na federação local e todos os resultados das suas partidas foram anulados.[4]

Resultados
| 31 de maio de 2008 15:30 (UTC+2) | Ruanda                                     | 3 – 0     | Mauritânia | Stade Amahoro, Kigali                        |
|                                  | Karekezi 15' · Saïd 67' (pen) · Bokota 72' | Relatório |            | Público: 12,000 Árbitro: CIV Noumandiez Doué |

| 31 de maio de 2008 19:00 (UTC+0) | Marrocos                                       | 3 – 0 (anulado) | Etiópia | Stade Mohamed V, Casablanca               |
|                                  | Benjelloun 4' · Aboucherouane 13' · Kharja 85' | Relatório       |         | Público: 5,000 Árbitro: SEN Badara Diatta |

| 7 de junho de 2008 17:00 (UTC+0) | Mauritânia        | 1 – 4     | Marrocos                                              | Stade Nacional, Nouakchott                 |
|                                  | Teguedi 82' (pen) | Relatório | Sektioui 9' · Benjelloun 37' · Safri 58' · Kharja 79' | Público: 9,500 Árbitro: GHA Joseph Lamptey |

| 8 de junho de 2008 16:00 (UTC+3) | Etiópia    | 1 – 2 (anulado) | Ruanda                  | Estádio Addis Abeba, Adis Abeba            |
|                                  | Tafese 44' | Relatório       | Saïd 59' · Karekezi 82' | Público: 18,000 Árbitro: KEN Alfred Ndinya |

| 13 de junho de 2008 17:00 (UTC+0) | Mauritânia | 0 – 1 (anulado) | Etiópia       | Stade Nacional, Nouakchott               |
|                                   |            | Relatório       | Saladin 90+3' | Público: 5,000 Árbitro: LBY Jamel Ambaya |

| 14 de junho de 2008 15:30 (UTC+2) | Ruanda                                 | 3 – 1     | Marrocos  | Stade Amahoro, Kigali                     |
|                                   | Saïd 15' · Bokota 68' · Karekezi 90+3' | Relatório | Safri 78' | Público: 12,000 Árbitro: CMR Divine Evehe |

| 21 de junho de 2008 19:00 (UTC+1) | Marrocos                      | 2 – 0     | Ruanda | Stade Mohamed V, Casablanca                 |
|                                   | Safri 12' (pen) · El Zhar 49' | Relatório |        | Público: 2,500 Árbitro: ALG Mohamed Benouza |

| 22 de junho de 2008 16:00 (UTC+3) | Etiópia                                                           | 6 – 1 (anulado) | Mauritânia | Estádio Addis Abeba, Adis Abeba            |
|                                   | Fikru 38' (pen), 89' · Nigussie 55', 63' · Messud 83' · Adane 90' | Relatório       | Ely 44'    | Público: 13,000 Árbitro: MWI Verson Lwanja |

| 6 de setembro de 2008 17:00 (UTC+0) | Mauritânia | 0 – 1     | Ruanda   | Stade Nacional, Nouakchott                  |
|                                     |            | Relatório | Bobo 79' | Público: 1,000 Árbitro: TUN Kacem Bennaceur |

| 7 de setembro de 2008 16:30 (UTC+3) | Etiópia | (cancelado) | Marrocos | Estádio Addis Abeba, Adis Abeba |
|                                     |         |             |          |                                 |

| 11 de outubro de 2008 15:30 (UTC+2) | Ruanda | (cancelado) | Etiópia | Stade Amahoro, Kigali |
|                                     |        |             |         |                       |

| 11 de outubro de 2008 19:30 (UTC+0) | Marrocos                                 | 4 – 1     | Mauritânia  | Stade Moulay Abdellah, Rabat                 |
|                                     | Safri 35' · Hadji 55', 60' · Zemmama 65' | Relatório | Teguedi 67' | Público: 1,472 Árbitro: CIV Sharaf Aboubacar |

### Grupo 9
| Equipe       | Pts | J | V | E | D | GP | GC | SG  |
| ------------ | --- | - | - | - | - | -- | -- | --- |
| Burkina Faso | 16  | 6 | 5 | 1 | 0 | 14 | 5  | +9  |
| Tunísia      | 13  | 6 | 4 | 1 | 1 | 11 | 3  | +8  |
| Burundi      | 6   | 6 | 2 | 0 | 4 | 5  | 9  | -4  |
| Seychelles   | 0   | 6 | 0 | 0 | 6 | 4  | 17 | -13 |

Resultados
| 1 de junho de 2008 15:30 (UTC+2) | Burundi       | 1 – 0     | Seicheles | Stade Prince Louis Rwagasore, Bujumbura     |
|                                  | Ndikumana 81' | Relatório |           | Público: 4,000 Árbitro: NGA Emmanuel Imiere |

| 1 de junho de 2008 19:10 (UTC+2) | Tunísia    | 1 – 2     | Burquina Fasso | Stade Olympique de Radès, Radès           |
|                                  | Belaid 38' | Relatório | Koné 85', 87'  | Público: 15,000 Árbitro: LBY Jamel Ambaya |

| 7 de junho de 2008 16:30 (UTC+4) | Seychelles | 0 – 2     | Tunísia                  | Estádio Linité, Victoria                   |
|                                  |            | Relatório | Jemâa 9' · Ben Saada 43' | Público: 2,033 Árbitro: MOZ Justino Faduco |

| 7 de junho de 2008 18:00 (UTC+0) | Burkina Faso                | 2 – 0     | Burundi | Stade du 4-Août, Ouagadougou           |
|                                  | Dagano 23' (pen), 44' (pen) | Relatório |         | Público: 10,000 Árbitro: GAB Gil Ndume |

| 14 de junho de 2008 16:30 (UTC+4) | Seychelles                 | 2 – 3     | Burquina Fasso       | Estádio Linité, Victoria                            |
|                                   | Zialor 47' · Annacoura 53' | Relatório | Dagano 25', 57', 78' | Público: 1,000 Árbitro: MRI Rajindraparsad Seechurn |

| 15 de junho de 2008 15:00 (UTC+2) | Burundi | 0 – 1     | Tunísia   | Stade Prince Louis Rwagasore, Bujumbura  |
|                                   |         | Relatório | Jaïdi 70' | Público: 7,000 Árbitro: RSA Jerome Damon |

| 21 de junho de 2008 18:00 (UTC+0) | Burkina Faso                                    | 4 – 1     | Seicheles    | Stade du 4-Août, Ouagadougou                |
|                                   | Kaboré 21' · Kéré 28' · Ouattara 54' · Koné 89' | Relatório | St. Ange 44' | Público: 12,500 Árbitro: GHA Joseph Lamptey |

| 21 de junho de 2008 20:30 (UTC+2) | Tunísia                         | 2 – 1     | Burundi         | Stade Olympique de Radès, Radès                        |
|                                   | Ben Saada 21' (pen) · Jemâa 44' | Relatório | Mbazumutima 45' | Público: 6,000 Árbitro: EGY Yasser Abd El Raaof Younis |

| 6 de setembro de 2008 16:30 (UTC+4) | Seychelles | 1 – 2     | Burundi                        | Stade Linité, Victoria                    |
|                                     | Zialor 63' | Relatório | Mbazumutima 28' · Nahimana 58' | Público: 3,000 Árbitro: TOG Kokou Djaoupe |

| 6 de setembro de 2008 18:00 (UTC+0) | Burkina Faso | 0 – 0     | Tunísia | Stade du 4-Août, Ouagadougou                   |
|                                     |              | Relatório |         | Público: 10,000 Árbitro: NAM Mathews Katjimune |

| 11 de outubro de 2008 17:00 (UTC+2) | Tunísia                                                         | 5 – 0     | Seicheles | Stade Olympique de Radès, Radès            |
|                                     | Essifi 5', 68' · Mikari 18' · Ben Frej 20' · Ben Khalfallah 43' | Relatório |           | Público: 10,000 Árbitro: SEN Badara Diatta |

| 12 de outubro de 2008 15:30 (UTC+2) | Burundi            | 1 – 3     | Burquina Fasso              | Stade Prince Louis Rwagasore, Bujumbura      |
|                                     | Nahimana 43' (pen) | Relatório | Bancé 45' · Dagano 60', 80' | Público: 10,000 Árbitro: UGA Muhmed Ssegonga |

### Grupo 10
| Equipe | Pts | J | V | E | D | GP | GC | SG |
| ------ | --- | - | - | - | - | -- | -- | -- |
| Mali   | 12  | 6 | 4 | 0 | 2 | 13 | 8  | +5 |
| Sudão  | 9   | 6 | 3 | 0 | 3 | 9  | 9  | 0  |
| Congo  | 9   | 6 | 3 | 0 | 3 | 7  | 8  | -1 |
| Chade  | 6   | 6 | 2 | 0 | 4 | 7  | 11 | -4 |

Resultados
| 1 de junho de 2008 18:00 (UTC+0) | Mali                                                | 4 – 2     | Congo            | Stade 26 mars, Bamako                        |
|                                  | Keita 1', 61' · A. Coulibaly 32' · S. Coulibaly 42' | Relatório | Mouithys 5', 74' | Público: 40,000 Árbitro: TUN Kacem Bennaceur |

| 7 de junho de 2008 16:00 (UTC+1) | Chade       | 1 – 2     | Mali            | Stade Nacional, N'Djamena                       |
|                                  | Kedigui 37' | Relatório | Kanouté 4', 22' | Público: 15,000 Árbitro: BEN Crespin Aguidissou |

| 8 de junho de 2008 15:30 (UTC+1) | Congo        | 1 – 0     | Sudão | Stade Alphonse Massemba-Débat, Brazzaville |
|                                  | Endzanga 70' | Relatório |       | Público: 25,000 Árbitro: NGA Sule Mana     |

| 14 de junho de 2008 16:00 (UTC+1) | Chade                          | 2 – 1     | Congo      | Stade Nacional, N'Djamena                   |
|                                   | Kedigui 44' (pen) · Hassan 48' | Relatório | Batota 42' | Público: 8,000 Árbitro: CIV Noumandiez Doué |

| 14 de junho de 2008 20:00 (UTC+3) | Sudão                                | 3 – 2     | Mali               | Estádio de Cartum, Cartum                       |
|                                   | Yousif 45+1' · Tahir 70' · Kamal 90' | Relatório | Kanouté 63', 90+4' | Público: 15,000 Árbitro: EGY Essam Abd El Fatah |

| 22 de junho de 2008 15:30 (UTC+1) | Congo                    | 2 – 0     | Chade | Stade Alphonse Massemba-Débat, Brazzaville |
|                                   | Mouithys 14' · Ibara 64' | Relatório |       | Público: 8,000 Árbitro: SEN Abdou Diouf    |

| 22 de junho de 2008 18:00 (UTC+0) | Mali                         | 3 – 0     | Sudão | Stade 26 mars, Bamako                        |
|                                   | Kanouté 23' · Keita 58', 66' | Relatório |       | Público: 25,000 Árbitro: CIV Noumandiez Doué |

| 6 de setembro de 2008 22:00 (UTC+3) | Sudão     | 1 – 2     | Chade                   | Estádio da Academia Militar, Cairo (EGY)   |
|                                     | Kamal 75' | Relatório | Mbaiam 29' · Hassan 81' | Público: 4,000 Árbitro: TUN Aouaz Trabelsi |

| 7 de setembro de 2008 15:30 (UTC+1) | Congo        | 1 – 0     | Mali | Stade Alphonse Massemba-Débat, Brazzaville   |
|                                     | Endzanga 87' | Relatório |      | Público: 16,000 Árbitro: ALG Djamel Haimoudi |

| 10 de setembro de 2008 22:00 (UTC+3) | Chade     | 1 – 3     | Sudão                              | Estádio da Academia Militar, Cairo (EGY)   |
|                                      | Djime 34' | Relatório | Adil 4' · Agab 48' (pen) · Ali 76' | Público: 10,000 Árbitro: SEN Badara Diatta |

| 11 de outubro de 2008 18:00 (UTC+0) | Mali           | 2 – 1     | Chade           | Stade 26 mars, Bamako                       |
|                                     | Keita 44', 82' | Relatório | Misdongarde 64' | Público: 40,000 Árbitro: GUI Yakhouba Keita |

| 11 de outubro de 2008 21:00 (UTC+3) | Sudão                | 2 – 0     | Congo | Estádio de Merrikh, Ondurmã               |
|                                     | Tahir 30' · Agab 74' | Relatório |       | Público: 27,000 Árbitro: LBY Jamel Ambaya |

### Grupo 11
| Equipe      | Pts | J | V | E | D | GP | GC | SG |
| ----------- | --- | - | - | - | - | -- | -- | -- |
| Zâmbia      | 7   | 4 | 2 | 1 | 1 | 2  | 1  | +1 |
| Togo        | 6   | 4 | 2 | 0 | 2 | 8  | 3  | +5 |
| Suazilândia | 4   | 4 | 1 | 1 | 2 | 2  | 8  | -6 |

- Eritreia desistiu da qualificação em 25 de março de 2008.[8]

Resultados
| 31 de maio de 2008 15:30 (UTC+0) | Togo        | 1 – 0     | Zâmbia | Estádio Ohene Djan, Accra (GHA)           |
|                                  | Olufadé 16' | Relatório |        | Público: 15,000 Árbitro: BFA Lassina Pare |

| 8 de junho de 2008 15:00 (UTC+2) | Suazilândia                 | 2 – 1     | Togo        | Somholo National Stadium, Lobamba                 |
|                                  | Dlamini 55' · Salelwako 73' | Relatório | Olufadé 88' | Público: 5,819 Árbitro: BDI Jean-Claude Niyongabo |

| 15 de junho de 2008 15:00 (UTC+2) | Suazilândia | 0 – 0     | Zâmbia | Somholo National Stadium, Lobamba      |
|                                   |             | Relatório |        | Público: 7,462 Árbitro: GHA Alex Kotey |

| 21 de junho de 2008 14:00 (UTC+2) | Zâmbia               | 1 – 0     | Suazilândia | Estádio Konkola, Chililabombwe              |
|                                   | C. Katongo 86' (pen) | Relatório |             | Público: 14,458 Árbitro: ZIM Kenias Marange |

| 10 de setembro de 2008 14:00 (UTC+2) | Zâmbia         | 1 – 0     | Togo | Estádio Konkola, Chililabombwe            |
|                                      | F. Katongo 31' | Relatório |      | Público: 10,500 Árbitro: RSA Jerome Damon |

| 11 de outubro de 2008 15:30 (UTC+0) | Togo                                                    | 6 – 0     | Suazilândia | Estádio Ohene Djan, Accra (GHA)          |
|                                     | Salifou 16' · Adebayor 29', 47', 72', 85' · Olufadé 44' | Relatório |             | Público: 8,000 Árbitro: CMR Divine Evehe |

### Grupo 12
| Equipe   | Pts | J | V | E | D | GP | GC | SG  |
| -------- | --- | - | - | - | - | -- | -- | --- |
| Egipto   | 15  | 6 | 5 | 0 | 1 | 13 | 2  | +11 |
| Malawi   | 12  | 6 | 4 | 0 | 2 | 14 | 5  | +9  |
| RD Congo | 9   | 6 | 3 | 0 | 3 | 14 | 6  | +9  |
| Djibuti  | 0   | 6 | 0 | 0 | 6 | 2  | 30 | -28 |

Resultados
| 31 de maio de 2008 14:30 (UTC+2) | Malawi                                                                                          | 8 – 1     | Djibouti  | Estádio Kamazu, Blantyre                       |
|                                  | Kafoteka 3' · Kanyenda 19', 46', 48' · Kamwendo 66' · Chavula 73' · Ngambi 78' · Mkandawire 83' | Relatório | Daher 23' | Público: 35,000 Árbitro: NAM Mathews Katjimune |

| 1 de junho de 2008 21:00 (UTC+3) | Egipto                   | 2 – 1     | RD Congo   | Estádio Internacional, Cairo                         |
|                                  | Zaki 68' · Abdelmalk 80' | Relatório | Ilunda 43' | Público: 40,000 Árbitro: MRI Rajindraparsad Seechurn |

| 6 de junho de 2008 15:00 (UTC+3) | Djibuti | 0 – 4     | Egito                                                      | El Hadj Hassan Gouled, Djibouti          |
|                                  |         | Relatório | Zaki 40' · Abd Rabo 46' (pen) · Hassan 53' · Abdelmalk 64' | Público: 6,000 Árbitro: ERI Amanuel Eyod |

| 8 de junho de 2008 15:30 (UTC+1) | RD Congo     | 1 – 0     | Malawi | Stade des Martyrs, Kinshasa                   |
|                                  | Matumona 76' | Relatório |        | Público: 35,000 Árbitro: SUD Badr Abdel Gadir |

| 13 de junho de 2008 15:00 (UTC+2) | Djibuti | 0 – 6     | RD Congo                                                     | El Hadj Hassan Gouled, Djibouti            |
|                                   |         | Relatório | Mbokani 24', 47' · Nonda 30' · Matumona 39', 51' · Mputu 80' | Público: 3,000 Árbitro: BOT Thapelo Disang |

| 14 de junho de 2008 14:30 (UTC+2) | Malawi        | 1 – 0     | Egito | Estádio Kamazu, Blantyre                    |
|                                   | Msowoya 90+3' | Relatório |       | Público: 40,000 Árbitro: GUI Yakhouba Keita |

| 22 de junho de 2008 15:30 (UTC+1) | RD Congo                                            | 5 – 1     | Djibouti  | Stade de Martyrs, Kinshasa                   |
|                                   | Nonda 10', 45+3', 52' · Tshinyama 60' · Mbokani 64' | Relatório | Hirir 85' | Público: 15,000 Árbitro: MAR Khalil Rouaissi |

| 22 de junho de 2008 21:00 (UTC+3) | Egipto               | 2 – 0     | Malawi | Estádio Internacional, Cairo               |
|                                   | Emad Moteab 17', 50' | Relatório |        | Público: 20,000 Árbitro: SEN Badara Diatta |

| 5 de setembro de 2008 21:00 (UTC+3) | Djibuti | 0 – 3     | Malawi                                 | El Hadj Hassan Gouled, Djibouti                      |
|                                     |         | Relatório | Msowoya 30' · Chavula 63' · Nyondo 67' | Público: 700 Árbitro: ANG Hélder Martins de Carvalho |

| 7 de setembro de 2008 15:30 (UTC+1) | RD Congo | 0 – 1     | Egito         | Stade des Martyrs, Kinshasa                 |
|                                     |          | Relatório | Aboutrika 30' | Público: 80,000 Árbitro: RSA Daniel Bennett |

| 11 de outubro de 2008 14:30 (UTC+2) | Malawi                    | 2 – 1     | RD Congo   | Estádio Kamazu, Blantyre                  |
|                                     | Ngambi 56' · Mosowoya 83' | Relatório | LuaLua 13' | Público: 50,000 Árbitro: BEN Coffi Codjia |

| 12 de outubro de 2008 20:00 (UTC+2) | Egipto                                                            | 4 – 0     | Djibouti | Estádio da Academia Militar, Cairo        |
|                                     | Emad Moteab 18' · Hassan 49' · Aboutrika 65' · Riyad 90+1' (g.c.) | Relatório |          | Público: 10,000 Árbitro: BFA Lassina Pare |

### Segundo classificados
Juntamente com os 12 vencedores de cada grupo, os 8 melhores segundo classificados também avançaram para a terceira rodada. Partidas contra as equipes que terminaram em quarto lugar nos grupos não foram considerados.
| Selecção      | Pts | J | V | E | D | GM | GS | +/- | Grupo |
| ------------- | --- | - | - | - | - | -- | -- | --- | ----- |
| Ruanda        | 9   | 4 | 3 | 0 | 1 | 7  | 3  | +4  | 8     |
| Quénia        | 7   | 4 | 2 | 1 | 1 | 6  | 3  | +3  | 2     |
| Tunísia       | 7   | 4 | 2 | 1 | 1 | 4  | 3  | +1  | 9     |
| Togo          | 6   | 4 | 2 | 0 | 2 | 8  | 3  | +5  | 11    |
| Gabão         | 6   | 4 | 2 | 0 | 2 | 3  | 3  | 0   | 5     |
| Sudão         | 6   | 4 | 2 | 0 | 2 | 5  | 6  | −1  | 10    |
| Malawi        | 6   | 4 | 2 | 0 | 2 | 3  | 4  | −1  | 12    |
| Moçambique    | 5   | 4 | 1 | 2 | 1 | 5  | 3  | +2  | 7     |
| Gâmbia        | 5   | 4 | 1 | 2 | 1 | 2  | 2  | 0   | 6     |
| Angola        | 4   | 4 | 1 | 1 | 2 | 6  | 6  | 0   | 3     |
| Cabo Verde    | 3   | 4 | 1 | 0 | 3 | 3  | 7  | −4  | 1     |
| África do Sul | 1   | 4 | 0 | 1 | 3 | 0  | 4  | −4  | 4     |